# Нађа Нинковић
Нађа Нинковић (Београд, 1. новембар 1991) је српска одбојкашица која игра на позицији средњег блокера. Са репрезентацијом Србије освојила је златну медаљу на Европском првенству 2011. и била је најбољи средњи блокер Европске лиге 2009. када је такође освојена златна медаља. Играла је за Црвену звезду, швајцарски Волеро Цирих, италијански Азура Волеј, румунски Волеј Алба Блај, бразилски Волеј Нестле Озаско, а сада је члан пољског Комерскона. Ћерка је глумца Слободана Нинковића.

## Успеси

### Репрезентативни
- Европско првенство: 1. место 2011,
- Свјетски гран при : 3. место 2011. и 2013,
- Европска лига : 1. место 2009. и 2011, 3. место 2012.

### Клупски
- ЦЕВ Куп: Финале 2010.
- Првенство Србије (2): 2010. и 2011.
- Куп Србије (2): 2010. и 2011.
- Првенство Швајцарске (4): 2012, 2013, 2014. и 2015.
- Куп Швајцарске (4): 2012, 2013, 2014. и 2015.
- Суперкуп Швајцарске (1): 2011.